# Klášter Hradiště
Klášter Hradiště je bývalé cisterciácké opatství, které vzniklo ve 12. století nad soutokem řeky Jizery a Zábrdky v dnešní obci Klášter Hradiště nad Jizerou na Mladoboleslavsku. Areál kláštera je zapsanou památkou.

## Dějiny kláštera

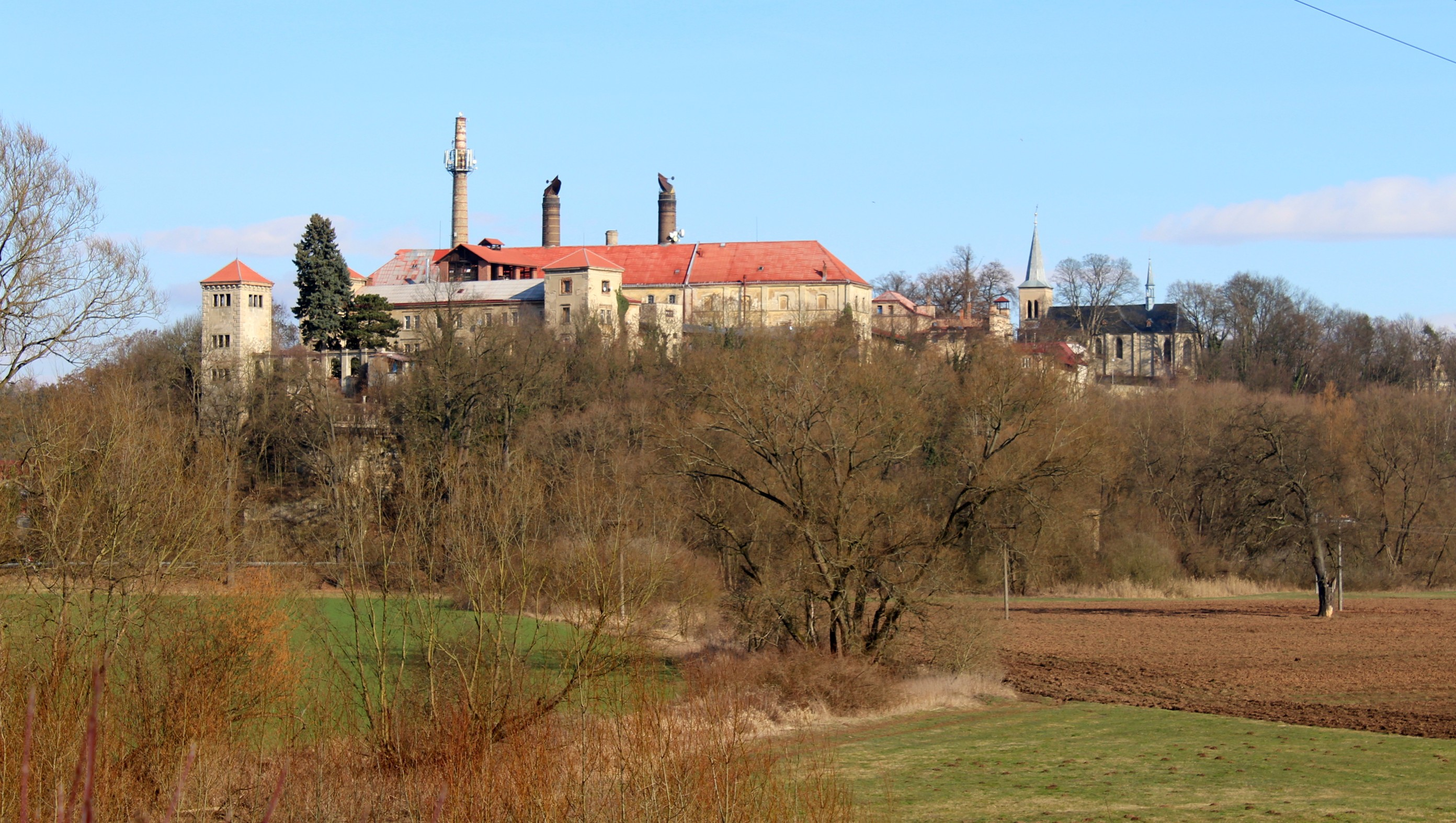
Klášter Hradiště

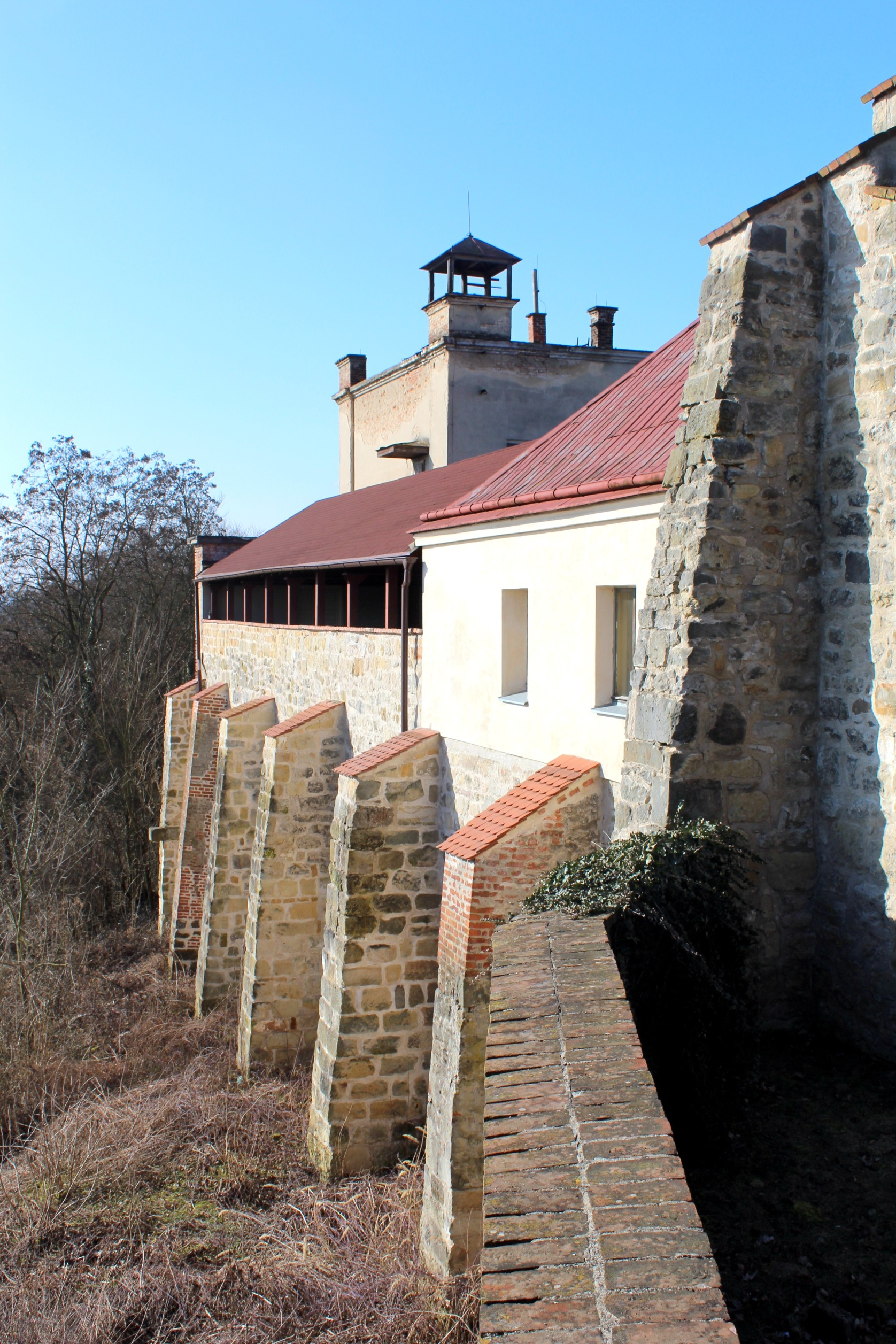
Opěrný systém jihovýchodní části kláštera

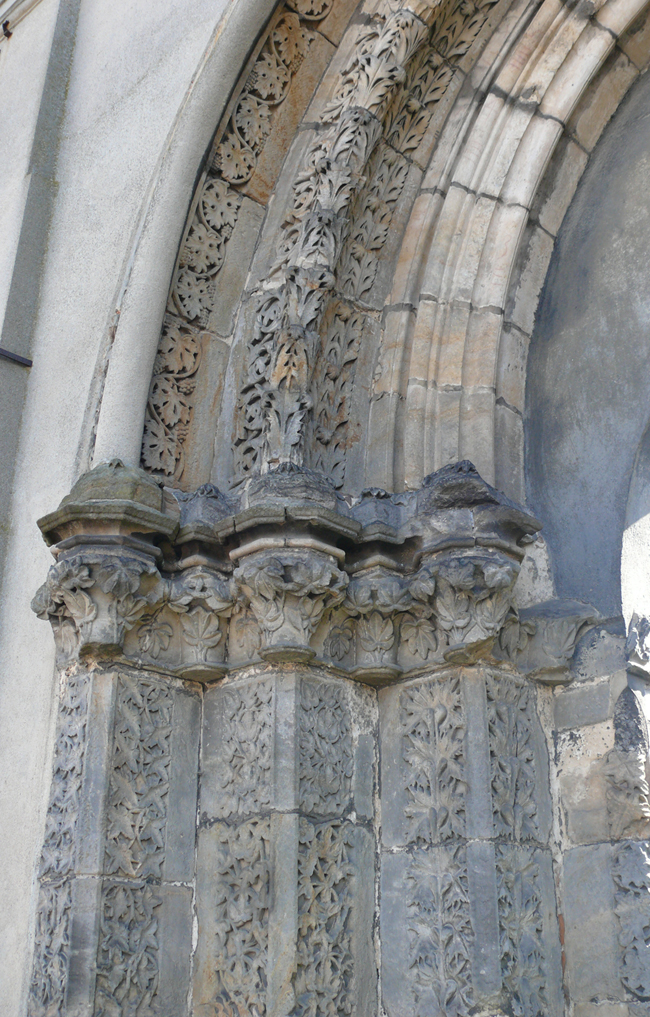
Detail zachovalých zbytků severního vstupního portálu opatského chrámu

Klášter zde založil rod Markvarticů zřejmě roku 1145. Tento rok je ovšem pouze předpokládaný, není však doložený jako rok založení kláštera.
- 1177 – Kronika zvaná Tilia Plassensis, která vznikla v 18. století v cisterciáckém klášteře Plasy, řadí vznik opatství Hradiště do tohoto roku.
- 1184 – První dochovaný dokument zmiňující klášter Hradiště.[2] Jedná se o listinu vydanou knížetem Bedřichem pro klášter Plasy. Mezi svědky je uveden i opat Dětřich „..Thidricus abbas de Gredis..“. Týž opat je jmenován i na listině z roku 1188.
- 1208 – První zmínka o Hradišti ve Statutech generálních kapitul.
- 1269 – Klášter ustanoven patronským klášterem ženského domu Sezemice.
- 1279 – První doklad o existenci města Mnichovo Hradiště založeného mnichy z nedalekého kláštera Hradiště. Za zmínku vděčíme návštěvě královny Kunhuty, vdově po králi Přemyslu Otakarovi II., která byla v té době vězněná se svým synem Václavem na nedalekém hradě Bezdězu.
- 1281 – Po několikaletém obsazení Čech braniborskými vojsky, která zemi rabovala, požádal hradišťský opat generální kapitulu, aby směl rozpustit na tři roky svůj konvent. Tento postup byl v cisterciáckém řádu běžný, měly se tak vyřešit stále se prohlubující ekonomické problémy kláštera.
- 1352 – Dokument zmiňující druhé město založené cisterciáky z Hradiště: Nova Civitas (kde se přesně nalézalo, není známo).
- 1371 – Papež Řehoř XI. dispenzoval člena hradišťské komunity Bořka ze Zvířetic od jeho nemanželského původu.
- 1376 – Opat Matěj navštívil Řím.
- 1398 – Bonifác IX. přijal Bořka ze Zvířetic za člena papežské kaple.
- 1401 – Bonifác IX. nařídil připojit k majetku kláštera 5 okolních farních kostelů. Příjmy z těchto farností měly pomoci řešit stále neutěšenou finanční situaci kláštera. Zároveň klášteru udělil odpustky na svátek Narození Panny Marie.
- 1411–1412 – Generální kapitula v Cîteaux se zabývala dluhem, který mělo Hradiště u cisterciáckého opatství Morimond.
- 30. dubna 1420 – Opatství zničeno a vypáleno orebity, klášterní knihovna byla ztracena. Mniši utekli na hrad Bezděz. Po skončení husitských bouří se uvažovalo o obnovení kláštera. Komunita se stěhovala do cisterciáckého kláštera Zlatá Koruna v jižních Čechách, kde její poslední členové dožívali v 16. století.
- 1488 – Generální kapitula v Cîteaux rokovala o případném obnovení kláštera Hradiště.
- 1556 – Jiří Labouňský z Labouně se stal majitelem panství a dal stavět na ruinách kláštera renesanční zámeček, jeho součástí byl i malý zámecký pivovar. Budovy bývalého kláštera se staly bohatým zdrojem stavebního materiálu pro široké okolí.
- 1612–1620 – Václav Budovec z Budova koupil hradišťské panství, na Hradišti provedl drobné úpravy. Informace, že dal v klášterním chrámu zřídit ovčín, zdá se býti historickou pomluvou. Po bitvě na Bílé hoře dostal panství do držení Albrecht z Valdštejna. Tuto dobu připomíná také dvojice reliéfů erbů s letopočtem 1613 nad gotickou branou.
- 1852 – Waldstein-Wartenbergové přestavili celý areál na pivovar. V podzemí postupně vznikaly rozsáhlé sklepy. Pivovar Klášter existuje až dodnes. Probíhají první archeologické průzkumy, jež zdokumentoval J. E. Wocel. Zčásti se výkresy dochovaly ve Valdštejnském archivu (dnes v ústředním archivu v Praze).
- 1869 – Pivovar vyhořel.
- 1920 – 1921 – Areál pivovaru byl přestavěn. Zároveň probíhaly další archeologické průzkumy. Objevena chrámová mozaiková dlažba, základy závěru kapitulní síně. Zdokumentoval J. V. Šimák (archiv ARÚ AV ČR v Praze čj. 106/20 aj.). Ředitel pivovaru dal proti vůli Památkového úřadu zbourat část zachovalé severní zdi chrámu.
- 1934 – A. Knor objevil zhruba 10 m severně od klášterního chrámu čtyři hroby s esovitými náušnicemi. Nyní uložené v mnichovohradišťském muzeu (archiv ARÚ AV ČR v Praze čj. 1019/34 a 448/35). Publikoval J. Filip.
- 1984 – A. Hejna zkoumal západní prostor lokality (JZ roh kláštera) (archiv ARÚ AV ČR v Praze čj. 3599/84).
- 80.–90. léta – P. Sommer provedl záchrannou akci před průčelím pivovaru.
- 1995, 1999, … – Jiří Waldhauser a Petr Sommer vedli novou etapu archeologického výzkumu lokality.

## Opůvodu názvu
Klášter se již od svého počátku nazýval Hradiště. První zmínky hovoří o Grandis, Greisch, roku 1222 Gradisch, 1230 Grandicensis, 1250 Hradisch, 1257 Gradisch, 1279 Hradist, 1292 Grediz apod. Teprve roku 1351 je nazýván Gredis Monachorum (Hradiště Mnichové). Odtud je odvozen název městečka vzniklého ve druhé polovině 13. století v sousedství kláštera na levém břehu Jizery – dnešní Mnichovo Hradiště. Klášter tedy podle všeho převzal název lokality, kde se nalézá. Zdejší konvent byl osazen z Plas.
„...Ojedinělé nálezy zlomků keramiky kultury lidu popelnicových polí a snad i drtidla na obilí objevené na ploše výzkumu v roce 1995 v druhotném uložení svědčí o tom, že na ostrožně buď existovalo hradiště lidu popelnicových polí HaA(?)-HaB, kam je zařazen jediný získaný datovatelný střep, nebo že na ostrožnu byla navezena zemina z blízkých archeologických lokalit. Pokud existovalo na ostrožně mezi Jizerou a Zábrdkou hradiště lidu popelnicových polí, mohly být ještě ve 12. století zachovalé valy z doby bronzové důvodem k pojmenování cisterciáckého kláštera právě jménem ‚Hradiště‘.“ (Waldhauser, J.: Výsledky výzkumů v letech 1995–1999 – shrnutí. Sborník 900 let cisterciáckého řádu. Unicornis 2000.)

Existence hradiště na místě pozdějšího kláštera Hradiště zatím nebyla archeology přímo prokázána.

## Pivovar Klášter

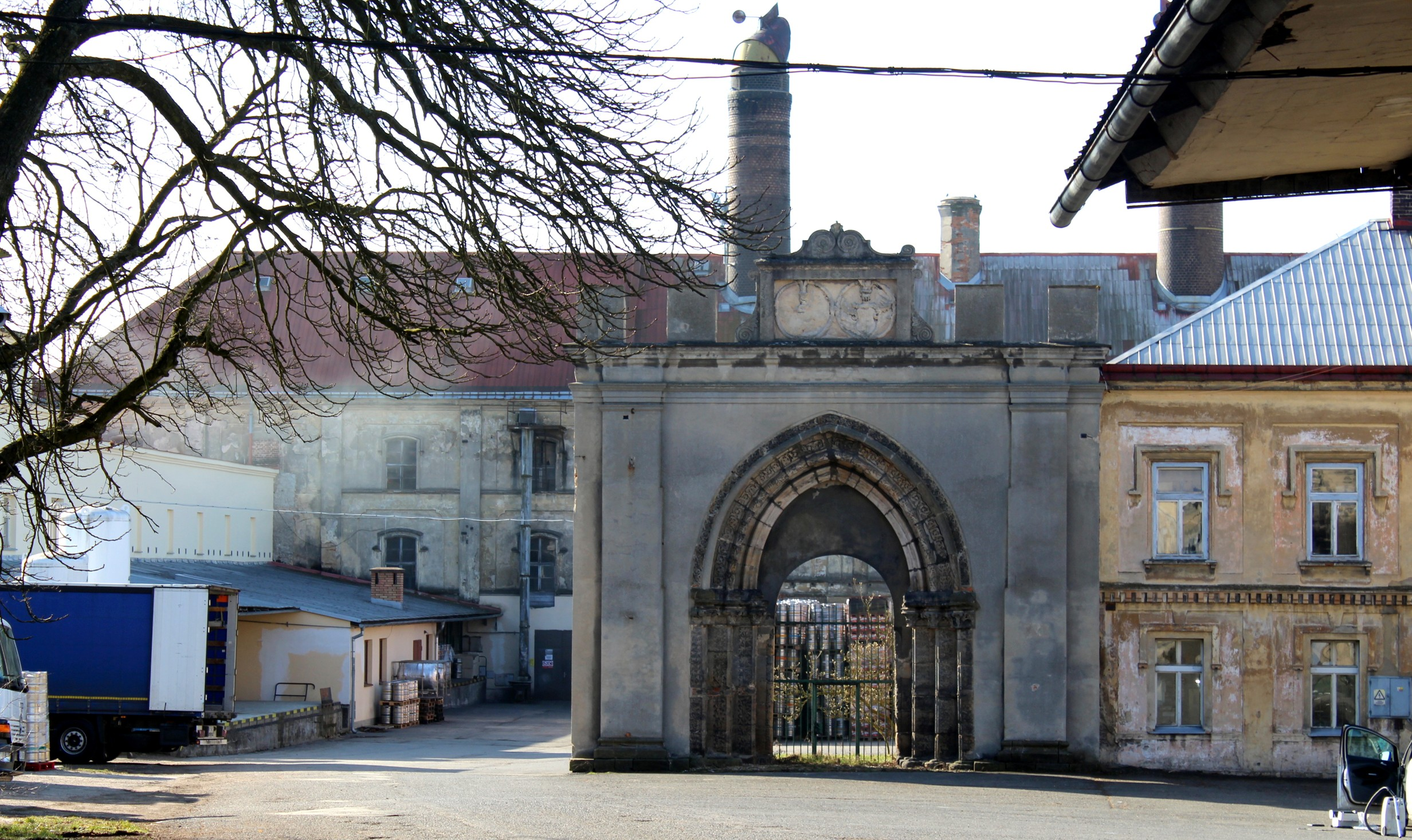
Nádvoří kláštera (pivovaru) s gotickou branou

Původní opatský chrám ze 13. století byl 75 m dlouhý a 40 m široký . Prostřední chrámová loď byla vysoká 15 m a dvě boční lodě asi 8 m. Na přelomu 14. a 15. století do majetku kláštera patřilo sto obcí, z nichž některé mniši sami založili (např. dnešní Mnichovo Hradiště). Po vypálení husity 30. dubna 1420 nebyl klášter již nikdy obnoven. Až v 16. století byl přestavěn na renesanční zámek. V 19. století byl na místě bývalého kláštera postaven pivovar Klášter. Z původní architektury se zachoval severní portál příčné lodi konventního kostela s bohatě zdobeným rostlinným dekorem přibližně z roku 1260, kusy zdiva konventního chrámu a laický kostel. V letech 2002–2004 byla obnovena krypta východní části chrámu se zachovalými původními klenbami.